# 柔小粉报春
柔小粉报春（学名：Primula pumilio）为报春花科报春花属下的一个种。

## 扩展阅读
- 維基物種上的相關：柔小粉报春